# Харавеэ, Хейкки Магнусович
Хейкки Магнусович Харавеэ (эст. Heiki Haravee, до 13.02.1939 Хуусманн; 29 апреля 1924 года, Таллин — 23 января 2003 года, Тарту) — эстонский советский артист. Заслуженный артист Эстонской ССР (1978), Почётный член Эстонской ассоциации актёров.

## Биография
Окончил в 1943 году 2-ю таллинскую гимназию, в 1949 году — Государственный театральный институт Эстонской ССР, среди его педагогов были Антс Лаутер, Приит Пылдроос, Лео Калмет, Феликс Моор. С 1961 по 1962 год учился в Государственном институте театрального искусства имени Луначарского.
Служил в Южно-эстонском театре (1949—1951), в театре «Эндла» — драматическом театре в Пярну (1952—1960) и театре «Ванемуйне» в Тарту (1960—2003).
Советскому зрителю запомнился ролью Вальтера — садиста-гестаповца в фильме «Вариант „Омега“».
В последние годы жизни жил в Тарту на улице Ванемуйзе рядом с театром, в котором служил. Умер от инсульта в своём доме.

## Театральные работы
«Ласточки летят домой» (Ф. Котт, 1961).

## Фильмография
1981 Жертва науки — старый профессор
1979 Мужчина и сосновая мутовка — Йоханнес Ыыбик
1976 Новый нечистый из преисподней — Хитрый Антс
1975 «Вариант „Омега“» — Вальтер, гестаповец-изувер
1972 Кровавый камень